# Alyssa Lagonia
Alyssa Ann Lagonia (Kitchener, 30 giugno 1989) è un'ex calciatrice canadese con cittadinanza italiana, di ruolo centrocampista.
Ha giocato, oltre che in patria, anche a Cipro, in Italia, Inghilterra e Svizzera, vincendo il titolo di Campione di Svizzera 2016-2017 con il Neunkirch econcludendo la carriera con il Servette Chênois nel 2022. Vanta inoltre alcune convocazioni nella nazionale canadese.

## Carriera

### Club

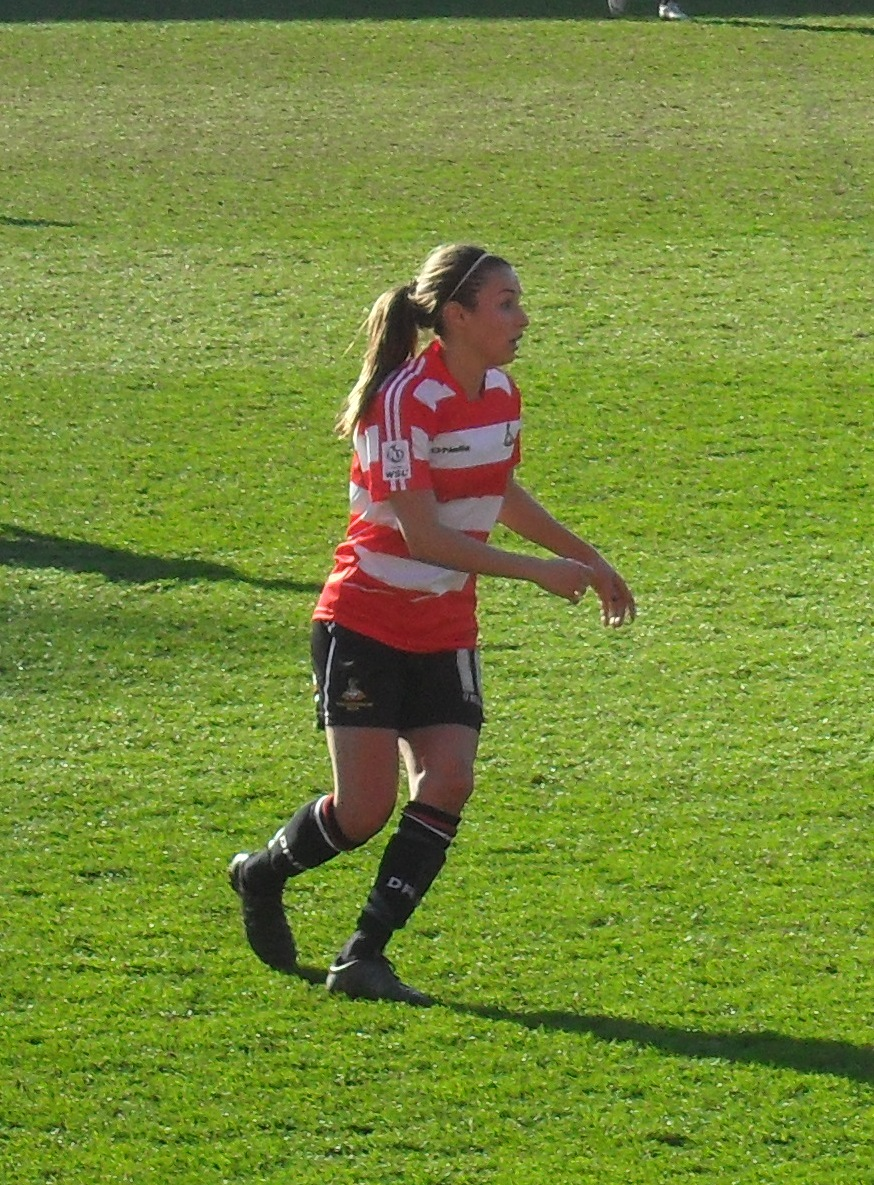
Alyssa Lagonia con la maglia del nel 2012.

Lagonia, dopo aver frequentato il Kitchener Soccer Club, inizia la sua carriera nel Grand River Renegades, la squadra di calcio femminile del Grand River Collegiate Institute, College della città dov'è nata e cresciuta con i genitori, Kitchener, Ontario, alternando il triennio di studi in Economia all'attività sportiva. Concluso l'impegno al College nel 2007 si iscrive alla Wilfrid Laurier University, continuando l'attività nella loro squadra di calcio femminile, le Golden Hawks, sottoscrivendo nel frattempo un accordo con il Toronto Lady Lynx per disputare durante la sessione estiva dal 2008 al 2009 nella United Soccer Leagues W-League, e tra il 2010 e il 2011 con l'Ottawa Fury. Grazie alle sue prestazioni sportive, nel 2011 le viene assegnato il titolo di Canadian University Player Of The Year (calciatore universitario canadese dell'anno).
Nel 2012 decide di trasferirsi all'estero, siglando un contratto annuale con il Doncaster Rovers Belles il 10 marzo per giocare in FA Women's Super League 1 per la stagione entrante. Con la società di Doncaster rimane solo una stagione, chiudendo il campionato al settimo posto con un tabellino personale di 2 reti realizzate su 13 incontri disputati.
Durante il calciomercato invernale 2012-13 decide di trasferirsi in Italia accettando una proposta del Bardolino Verona per giocare nella Serie A, il massimo campionato italiano, facendo il suo esordio il 2 febbraio 2013, alla 19ª giornata di campionato, nell'incontro vinto 1-0 sulle avversarie della Fortitudo Mozzecane. Con le veronesi rimane anche la stagione successiva, con la squadra che assume la denominazione Verona Women, terminando l'esperienza italiana al termine della stagione 2013-2014 con 39 partite giocate e 8 gol all'attivo.
Nell'estate 2014 sottoscrive un contratto con il Neunkirch per giocare, in Lega Nazionale A, nella selezione femminile della società calcistica svizzera dell'omonimo comune del Canton Sciaffusa. Con la squadra, dove nell'ultimo periodo indossa anche la fascia di capitano, nella sua ultima stagione riesce a ottenere sia il titolo di Campione di Svizzera che la Coppa Svizzera 2017 ma che dopo qualche giorno dalla vittoria in campionato a causa della mancanza della copertura finanziaria e amministrativa per poter competere la società comunica di non iscriversi al campionato successivo, svincolando di conseguenza le proprie tesserate.

### Nazionale
Lagonia viene convocata dalla federazione calcistica del Canada per indossare la maglia della formazione Under-20, inserita nella rosa delle nazionale impegnata al Mondiale di Cile 2008, debuttando il 23 novembre 2008 entrando all'ultimo minuto nell'incontro vinto per 4-0 sulle avversarie peri età della Repubblica Democratica del Congo e giocando la sua seconda e ultima partita del torneo quattro giorni dopo, incontro perso 2-1 con la Germania.
Un anno dopo viene chiamata nella nazionale maggiore in occasione dell'edizione 2009 della Cyprus Cup, dove fa il suo debutto il 5 marzo 2009 nell'incontro pareggiato 1-1 con la Nuova Zelanda, venendo impiegata in una sola altra occasione durante il torneo, condividendo con le compagne la vittoria del proprio girone e il conseguente accesso alla finale per il primo e secondo posto, persa per 3-1 con l'Inghilterra.

## Palmarès
- Lega Nazionale A: 1

Neunkirch: 2016-2017
- Coppa Svizzera: 1

Neunkirch: 2016-2017